# Jakenan (plaats)
Jakenan is een bestuurslaag in het regentschap Pati van de provincie Midden-Java, Indonesië. Jakenan telt 3069 inwoners (volkstelling 2010).